# 江南街道 (南宁市)
江南街道，是中华人民共和国广西壮族自治区南宁市江南区下辖的一个乡镇级行政单位。

## 行政区划
江南街道下辖以下地区：
五一中路社区、二桥南社区、五一西路社区、新锦社区、二桥西社区、群艺园艺场社区、新屋村、东南村和富德村。